# Biser, Haskovo
Biser (în bulgară Бисер) este un sat în comuna Harmanli, regiunea Haskovo,  Bulgaria. 

## Demografie
Componența etnică a satului Biser
     Bulgari (95,07%)
     Turci (3,16%)
     Nicio identificare (1,76%)
     Altele (0%)
La recensământul din 2011, populația satului Biser era de 852 locuitori. Din punct de vedere etnic, majoritatea locuitorilor (95,07%) erau bulgari, cu o minoritate de turci (3,16%). Pentru 1,76% din locuitori nu este cunoscută apartenența etnică.